# Renilde Bulhões
Renilde Silva Bulhões Barros (Santana do Ipanema, 30 de março de 1947) é uma médica e política brasileira filiada ao Solidariedade que em 3 de abril de 2019 foi empossada no mandato de senadora em decorrência de licença de Fernando Collor.  Foi Prefeita de Santana do Ipanema entre 2005 e 2012.
Seu marido, Isnaldo Bulhões, foi deputado estadual e também prefeito da cidade entre 1983 e 1988 e entre 2016 e 2020, quando faleceu no cargo por complicações da COVID-19.  O irmão de Isnaldo, Geraldo Bulhões, que foi deputado federal e governador de Alagoas, também faleceu por complicações respiratórias, em 2019. 
Com a morte do pai, sua filha, Christiane Bulhões, assumiu o cargo de prefeita da cidade.  Seu filho, Isnaldo Bulhões Jr. foi vereador de Maceió, deputado estadual e ocupa atualmente o cargo de deputado federal pelo MDB.
Em junho de 2019, votou contra o Decreto das Armas do governo, que flexibilizava porte e posse para o cidadão.